# 爾朱世隆
爾朱世隆（500年—532年），字榮宗，爾朱榮的堂弟，南北朝北魏政治人物。

## 生平
爾朱榮被北魏孝莊帝所殺，爾朱世隆兄弟和爾朱兆等四面齊攻都城，孝莊帝派遣前華陽太守段育前來謝罪，爾朱世隆將他殺死，同年十二月，爾朱兆、爾朱度律攻取洛陽，弒殺孝莊帝,與爾朱度律等共推長廣王元子曄為帝，世隆被封為開府儀同三司、尚書令、樂平郡王，加太傅，行司州牧，增邑五千戶，後至河陽與爾朱兆會合，普泰二年四月甲子（532年5月20日），斛斯椿命令弟弟斛斯元壽與張歡、長孫承業、賈顯智等人率領騎兵襲擊爾朱世隆和爾朱彥伯，將他們在洛陽闔閭門外斬首，得年三十三歲。